# Vis Pesaro 1898 2003-2004
Questa pagina raccoglie le informazioni riguardanti la Vis Pesaro 1898 nelle competizioni ufficiali della stagione 2003-2004.

## Stagione
Nella stagione 2004-2005 la Vis Pesaro disputa il girone B del campionato di Serie C1, raccoglie 36 punti con il quindicesimo posto finale. Per mantenere la categoria ha dovuto disputare il Play-out nel quale ha incrociato il Paternò, con il vantaggio del miglior piazzamento in campionato, pareggiando (0-0) in Sicilia e vincendo (2-1) al Benelli. La Vis Pesaro è stata allenata da Mirco Fabbri fino a metà marzo, dopo lo scivolone interno (0-2) con il Foggia, sostituito nelle ultime nove giornate da Pieraldo Nemo, poi per giocare il doppio confronto dei Play-out con il Paternò è stato richiamato Fabbri. È stato un campionato dominato dalle calabresi, promosso diretto in Serie B il Catanzaro, mentre il Crotone torna in Serie B vincendo i Play-off. Sono retrocesse in Serie C2 L'aquila, il Taranto ed il Paternò, ma solo i pugliesi riescono a iscriversi al campionato inferiore. L'Aquila ed il Paternò non hanno i requisiti richiesti dalla Covisoc, l'ente di controllo finanziario dei club, e sono state costrette ad abbandonare il calcio professionistico. Nella Coppa Italia di Serie C la Vis Pesaro disputa il girone L di qualificazione, che è stato vinto dal Tolentino, raccogliendo due sconfitte e due pareggi. Il miglior marcatore di stagione è stato il milanese Costantino Borneo con 11 reti tutte realizzate nel girone di andata, poi nel mercato invernale è stato ceduto alla Sambenedettese, con la quale ha firmato altre 10 reti, vincendo il titolo di capo cannoniere del girone con 21 reti, davanti a Giorgio Corona del Catanzaro.

## Rosa
| N. |                   | Ruolo | Calciatore             |
| -- | ----------------- | ----- | ---------------------- |
|    | Italia (bandiera) | C     | Vito Michele Antonelli |
|    | Italia (bandiera) | D     | Fabio Barison          |
|    | Italia (bandiera) | D     | Andrea Basso           |
|    | Italia (bandiera) | P     | Giovanni Bernacchia    |
|    | Italia (bandiera) | C     | Fabrizio Boccacini     |
|    | Italia (bandiera) | A     | Costantino Borneo      |
|    | Italia (bandiera) | C     | Marco Brighi           |
|    | Italia (bandiera) | A     | Claudio Cacciatori     |
|    | Italia (bandiera) | D     | Umberto Cazzola        |
|    | Italia (bandiera) | D     | Riccardo Cossu         |
|    | Italia (bandiera) | P     | Vincenzo Criscuolo     |
|    | Italia (bandiera) | A     | Lorenzo Crocetti       |
|    | Italia (bandiera) | A     | Emanuele Ferraro       |
|    | Belgio (bandiera) | C     | Raphael Galeri         |

| N. |                   | Ruolo | Calciatore           |
| -- | ----------------- | ----- | -------------------- |
|    | Italia (bandiera) | P     | Paolo Ginestra       |
|    | Italia (bandiera) | C     | Fabio Marco Giordano |
|    | Italia (bandiera) | C     | Daniele Giraldi      |
|    | Italia (bandiera) | D     | Michele Ischia       |
|    | Italia (bandiera) | C     | Roberto Marta        |
|    | Italia (bandiera) | A     | Marco Martini        |
|    | Italia (bandiera) | D     | Marco Mazzoli        |
|    | Italia (bandiera) | C     | Renzo Nonis          |
|    | Italia (bandiera) | D     | Thomas Paoli         |
|    | Italia (bandiera) | D     | Davide Scantamburlo  |
|    | Italia (bandiera) | D     | Mattia Serafini      |
|    | Italia (bandiera) | A     | Andrea Staffolani    |
|    | Italia (bandiera) | D     | Roberto Vezzosi      |

## Risultati

### Campionato

#### Girone di andata
| Arbitro: | Stefanini (Prato) |

|                |           |             |
| Corona 3’, 76’ | Marcatori | 60’ Giraldi |

| Arbitro: | Celi (Bari) |

|             |           |  |
| Giraldi 60’ | Marcatori |  |

| Arbitro: | Orsato (Schio) |

|            |           |                                    |
| Vidallé 9’ | Marcatori | 25’, 48’ (rig.) Borneo 51’ Gilardi |

| Arbitro: | Ciampi (Roma) |

|  |           |                                            |
|  | Marcatori | 34’, 55’ Scandurra 46’, 84’ (rig.) Zerbini |

| Arbitro: | Gava (Conegliano) |

|                                    |           |              |
| Giraldi 22’ Borneo 63’ (rig.), 87’ | Marcatori | 21’ Deflorio |

| Arbitro: | Fiori (Perugia) |

|              |           |               |
| Di Nardo 53’ | Marcatori | 90+4’ Cazzola |

| Arbitro: | Salati (Trento) |

|  |           |                                                |
|  | Marcatori | 34’ Delle Vedove 75’ Mortelliti 90+1’ O. Russo |

| Arbitro: | Tonolini (Milano) |

|                 |           |  |
| A. Da Silva 34’ | Marcatori |  |

| Arbitro: | Mariuzzo (Venezia) |

|                         |           |           |
| Borneo 25’ Crocetti 52’ | Marcatori | 75’ Juric |

| Arbitro: | Barbirati (Ferrara) |

|  |           |                 |
|  | Marcatori | 33’, 80’ Borneo |

| Lanciano 9 novembre 2003 11ª giornata | Lanciano      | 0 – 0 | Vis Pesaro | Stadio Guido Biondi\| Arbitro: \| Lops (Torino) \| |
| Arbitro:                              | Lops (Torino) |       |            |                                                    |

| Arbitro: | Lioce (Molfetta) |

|  |           |                 |
|  | Marcatori | 65’ W. Da Silva |

| Arbitro: | Orsato (Schio) |

|                               |           |  |
| Quagliarella 45’ Califano 81’ | Marcatori |  |

| Arbitro: | P.S. Mazzoleni (Bergamo) |

|                               |           |           |
| Giraldi 43’ Borneo 63’ (rig.) | Marcatori | 90’ Pirro |

| Arbitro: | Herberg (Messina) |

|              |           |  |
| Filosi 90+5’ | Marcatori |  |

| Pesaro 21 dicembre 2003 16ª giornata | Vis Pesaro              | 0 – 0 | Sora | Stadio Tonino Benelli\| Arbitro: \| Zanzi (Lugo di Romagna) \| |
| Arbitro:                             | Zanzi (Lugo di Romagna) |       |      |                                                                |

| Arbitro: | Zanardo (Conegliano) |

|                                            |           |                |
| Triuzzi 37’ (rig.), 60’ Banchelli 69’, 74’ | Marcatori | 4’, 35’ Borneo |

#### Girone di ritorno
| Arbitro: | Mariuzzo (Venezia) |

|                   |           |  |
| Borneo 13’ (rig.) | Marcatori |  |

| Arbitro: | Pierpaoli (Firenze) |

|                  |           |                     |
| Marta 47’ (rig.) | Marcatori | 31’ (rig.) Ceriello |

| Pesaro 1º febbraio 2004 20ª giornata | Vis Pesaro         | 0 – 0 | L’Aquila | Stadio Tonino Benelli\| Arbitro: \| Musolino (Catania) \| |
| Arbitro:                             | Musolino (Catania) |       |          |                                                           |

| Arbitro: | Marelli (Como) |

|            |           |  |
| Borneo 54’ | Marcatori |  |

| Arbitro: | Orsato (Schio) |

|          |           |  |
| Taua 53’ | Marcatori |  |

| Arbitro: | Brunialti (Trento) |

|             |           |                           |
| Crocetti 8’ | Marcatori | 7’ Pellicori 10’ Di Nardo |

| Arbitro: | Mariuzzo (Venezia) |

|                |           |                    |
| M. Ventura 13’ | Marcatori | 86’ (rig.) Ferraro |

| Arbitro: | Gava (Conegliano) |

|  |           |                               |
|  | Marcatori | 68’ Del Core 90+3’ F. La Rosa |

| Arbitro: | Zanzi (Lugo di Romagna) |

|                                         |           |  |
| Tarantino 12’ Bertolini 25’ Beretta 30’ | Marcatori |  |

| Arbitro: | Gentile (Termoli) |

|                  |           |  |
| Staffolani 90+2’ | Marcatori |  |

| Arbitro: | Pierpaoli (Firenze) |

|  |           |                             |
|  | Marcatori | 7’, 38’, 60’ Ferreira Pinto |

| Arbitro: | Saveri (Viterbo) |

|                                                    |           |                |
| Varriale 3’ Traversa 11’ W. Da Silva 62’ Mitri 90’ | Marcatori | 81’ F. Barison |

| Arbitro: | Guerriero (Catanzaro) |

|              |           |                       |
| Crocetti 64’ | Marcatori | 90+1’ (rig.) Califano |

| Arbitro: | Ciampi (Roma) |

|                   |           |              |
| Di Deo 36’ (rig.) | Marcatori | 10’ Crocetti |

| Arbitro: | Damato (Barletta) |

|                |           |             |
| Staffolani 62’ | Marcatori | 15’ Gamboni |

| Arbitro: | Banti (Livorno) |

|                           |           |          |
| Aurino 35’ Zaccagnini 90’ | Marcatori | 6’ Cossu |

| Arbitro: | Tonolini (Milano) |

|                                              |           |                        |
| Crocetti 11’, 35’ U. Cazzola 48’ Giraldi 74’ | Marcatori | 28’ Vidallé 83’ Scarci |

### Play-out
| Paternò 30 maggio 2024 Andata | Paternò          | 0 – 0 | Vis Pesaro | Stadio Falcone-Borsellino\| Arbitro: \| Liberti (Genova) \| |
| Arbitro:                      | Liberti (Genova) |       |            |                                                             |

| Arbitro: | P.S. Mazzoleni (Bergamo) |

|                  |           |            |
| Ferraro 55’, 78’ | Marcatori | 13’ Chigou |

### Coppa Italia di Serie C

#### Girone L
| Arbitro: | Pantana (Macerata) |

|                                   |           |            |
| Brancaccio 63’ (rig.) Pomante 83’ | Marcatori | 48’ Borneo |

| 20 agosto 2003 2ª giornata |  | – Turno di riposo Vis Pesaro |  |  |

| Pesaro 24 agosto 2003 3ª giornata | Vis Pesaro              | 0 – 0 | Gualdo | Stadio Tonino Benelli\| Arbitro: \| Zanzi (Lugo di Romagna) \| |
| Arbitro:                          | Zanzi (Lugo di Romagna) |       |        |                                                                |

| Arbitro: | De Luca (Pescara) |

|                         |           |                 |
| Monti 18’ Rosa 49’, 63’ | Marcatori | 2’, 45’ Martini |

| Pesaro 10 settembre 2003 5ª giornata | Vis Pesaro          | 0 – 0 | Gubbio | Stadio Tonino Benelli\| Arbitro: \| Mannella (Avezzano) \| |
| Arbitro:                             | Mannella (Avezzano) |       |        |                                                            |